# Camponotus toussainti
Camponotus toussainti é uma espécie de inseto do gênero Camponotus, pertencente à família Formicidae.